# La Noiraude (série télévisée d'animation)
Pour les articles homonymes, voir La Noiraude.
La Noiraude est une série télévisée d'animation française en 61 épisodes de trois minutes, créée par Jean-Louis Fournier (scénarios) et Gilles Gay (dessins), et diffusée en 1977 sur TF1 dans l'émission L'Île aux enfants.
La série est rediffusée à partir du 22 janvier 2008 sur la chaîne Gulli.

## Synopsis
La série met en scène les états d'âme de la Noiraude, une vache entièrement noire, sauf une tache blanche au côté gauche du visage. Hypocondriaque, la Noiraude téléphone chaque jour à son vétérinaire pour lui poser des questions les plus saugrenues sur les divers problèmes existentiels ou les fantaisies dont elle est affligée.
Le vétérinaire, grâce à son sens de la répartie et son calme olympien, bien qu'il lui arrive à de rares occasions de perdre son sang froid, arrive toujours à apaiser les craintes de la brave ruminante à robe noire.

## Accroche
Exemple du dialogue au début de chaque épisode de la série, similaire à chaque fois :
- (la Noiraude) : « Allô, c'est la Noiraude, je voudrais parler au vétérinaire… »
- (la secrétaire, d'une voix suraiguë et brusque) : « Ne quittez pas, je vous le passe ! »
- (la Noiraude) : « Allô docteur, la Noiraude à l'appareil… »
- (le vétérinaire) : « Bonjour la Noiraude, qu'est-ce qui ne va pas encore ? »
- (la Noiraude) : « Est-ce qu'une blanche vaut deux noires ? »

Le sujet de l'appel de la Noiraude change évidemment à chaque fois.

## Fiche technique
- Titre original : La Noiraude
- Création : Jean-Louis Fournier et Gilles Gay
- Scénario : Jean-Louis Fournier
- Musique : Gil Slavin[1] (violoncelle)
- Pays d’origine :  France
- Langue originale : français
- Genre : animation
- Durée : 3 minutes
- Première diffusion :
  - France : 16 mars 1977 sur TF1 dans l'émission L'Île aux enfants[2]

## Voix françaises
- Ginette Garcin : la Noiraude
- Jacques Monod : le vétérinaire
- Dominique Marcombe : la secrétaire du vétérinaire
- Jean-Louis Fournier : autres voix
- Gilles Gay : autres voix

## Liste des épisodes
La série comporte une saison de 61 épisodes.

## Produits dérivés

### Livres pour enfants
- Jean-Louis Fournier, Gilles Gay, La Noiraude,1998 Ed. Stock,  (ISBN 223405172X)
- Jean-Louis Fournier, Gilles Gay, Encore La Noiraude, Ed. Stock, 2000,  (ISBN 2234052661)
- Jean-Louis Fournier, Gilles Gay, Pas folle la Noiraude, Ed. Stock, 2001,  (ISBN 2234053641)